# 15 Dywizja Lotnictwa Bombowego
15 Dywizja Lotnictwa Bombowego (15 DLB) – związek taktyczny lotnictwa bombowego ludowego Wojska Polskiego.

## Formowanie i zmiany organizacyjne
Dywizja została sformowana na podstawie rozkazu Nr 0036/Org. Ministra Obrony Narodowej z 7 kwietnia 1951, w terminie do 1 sierpnia 1951, na lotnisku w Malborku, w składzie: 7 i 33 pułk lotnictwa bombowego, 68 kompania łączności i 48 Ruchome Warsztaty Remontowe Lotnictwa.
Rozkazem Nr 0096/Org. Ministra Obrony Narodowej z 11 grudnia 1951 została wprowadzona nowa organizacja 15 DLB. Jej skład został zwiększony o 35 Pułk Lotnictwa Bombowego, sformowany w terminie do 1 grudnia 1952 na lotnisku Inowrocław. W dniach 3–4 kwietnia 1952, w związku z planowanym przezbrojeniem w odrzutowe samoloty bombowe IŁ-28, dywizja została przebazowana na lotnisko w Bydgoszczy. 31 października 1952 na lotnisku w Bydgoszczy wylądowało pierwszych osiem bombowców Ił-28. W kwietniu 1953 dwa pułki (7 i 33) zostały dyslokowane z Bydgoszczy na lotnisko Bemowo. Kilka miesięcy później 35 plb został przebazowany z Inowrocławia na lotnisko w Przasnyszu, a 7 i 33 plb z Bemowa do Modlina. W maju 1954 z Przasnysza na lotnisko Modlin został przebazowany również 35 plb. 22 lipca 1955 samoloty dywizji wzięły udział w defiladzie lotniczej nad Warszawą. W 1956 dywizja została włączona w skład 3 Korpusu Lotnictwa Mieszanego, a po jego rozwiązaniu w 1957, w skład Lotnictwa Operacyjnego. W lipcu 1957 z Modlina na lotnisko Powidz został przebazowany 7 plb. W 1958 został rozformowany 35 plb, a jego samoloty przekazane do 7 plb w Powidzu i do 33 plb w Modlinie. W 1963 dywizja została rozformowana. W oparciu o 7 plb utworzono 7 Brygadę Lotnictwa Bombowego, a 33 plb przeformowano w pułk lotnictwa rozpoznania operacyjnego.

## Struktura dywizji w 1953
- Dowództwo 15 Dywizji Lotnictwa Bombowego (JW 1969)
- 7 pułk lotnictwa bombowego (JW 1462)
- 33 pułk lotnictwa bombowego (JW 1974)
- 35 pułk lotnictwa bombowego (JW 2942)
- 68 kompania łączności (bez numeru)
- 48 Ruchome Warsztaty Remontowe (bez numeru)

## Stan bojowy i uzbrojenie
W chwili sformowania dywizja liczyła ok. 1000 żołnierzy. Początkowo dywizja uzbrojona była w samoloty bombowe TU-2 i Pe-2, których etatowo było 99 (po 33 szt. w pułku). W 1952 r. na jej uzbrojenie wprowadzono odrzutowe samoloty bombowe typu IŁ-28. Każdy z pułków posiadał 20 samolotów bojowych, a cała dywizja 61 samolotów.
Samoloty posiadały następujące numery taktyczne
- 7 plb – od 1 do 20,
- 33 plb – od 21 do 40,
- 35 plb – od 41 do 60

## Dowódcy dywizji
- płk pil. Władimir Gawriłow (1951-1953)
- ppłk pil. Stanisław Tarczyński (1953-1954)
- ppłk pil. Julian Paździor (1954-1959)
- ppłk pil. Jerzy Łagoda (1960-1963)